# Нерюнгринская ГРЭС
Нерюнгри́нская ГРЭС — тепловая электростанция, расположенная в пгт. Серебряный Бор Нерюнгринского района республики Саха (Якутия). Крупнейшая тепловая электростанция Якутии. Входит в качестве структурного подразделения в состав АО «Дальневосточная генерирующая компания» (входит в группу РусГидро).
Станция построена в уникально сложных условиях с резко континентальным климатом, с перепадом температур в течение года до 90°С, слоем вечной мерзлоты в 30 м и сейсмичностью в 9-11 баллов

## Конструкция станции
Нерюнгринская ГРЭС представляет собой тепловую паротурбинную электростанцию с комбинированной выработкой электроэнергии и тепла. Установленная мощность электростанции — 570 МВт, установленная тепловая мощность — 820 Гкал/час. Тепловая схема станции — моноблочная. В качестве топлива используется каменный уголь Нерюнгринского месторождения. Основное оборудование станции включает в себя:
- энергоблок № 1 работающий на конденсационном режиме, мощностью 210 МВт, включающий в себя паровую турбину К-210-130-3, генератор ТГВ-200-2МУЗ и котлоагрегат ТПЕ-214 СЗХЛ, введён в 1983 году;
- энергоблоки № 2 (введён в 1984 г.), № 3 (введён в 1985 г.) мощностью по 180 МВт на теплофикационном режиме и 210 МВт на конденсационном режиме, включающие в себя паровую турбину Т-180/210-130-1, генератор ТГВ-200-2МУЗ и котлоагрегат ТПЕ-214 СЗХЛ;
- пиковую водогрейную котельную в составе трёх водогрейных котлов КВТК-100-150.

Турбины станции работают на перегретом паре температурой 540°С и давлением 13 МПа на ступени высокого давления, и 2,7 МПа после пром.перегрева. Отвод дымовых газов производится двумя дымососами на котлоагрегат через дымовую трубу высотой 240 м. Техническое водоснабжение осуществляется от водохранилища-охладителя на р. Олонгоро, образованного путем строительства насыпной глухой плотины. Площадь водохранилища 4,5 км², объём 45 млн м³. Схема водоснабжения включает в себя глубинный водозабор, открытый подводящий канал, блочную насосную станцию, напорные и сбросные циркводоводы, закрытый сбросный и открытый подводящий каналы, консольный водосброс и водосливную плотину. Выдача электроэнергии в энергосистему производится через три блочных силовых трансформатора ТДЦ-250000/110/15,75 и открытые распределительные устройства (ОРУ) напряжением 110 и 220 кВ (соединённые через два автотрансформатора АТДЦТН-125000/220/110/35 мощностью по 125 МВА) по следующим линиям электропередачи:
- КВЛ 220 кВ Нерюнгринская ГРЭС — ПС Тында с отпайкой на ПС НПС-19, 2 цепи;
- ВЛ 220 кВ Нерюнгринская ГРЭС — ПС НПС-18, 2 цепи;
- ВЛ 110 кВ Нерюнгринская ГРЭС — ПС В.Котельная (Л-124);
- ВЛ 110 кВ Нерюнгринская ГРЭС — ПС СХК, 2 цепи (Л-119, Л-120);
- ВЛ 110 кВ Нерюнгринская ГРЭС — Чульманская ТЭЦ, 2 цепи (Л-114, Л-115);
- ВЛ 110 кВ Нерюнгринская ГРЭС — ПС ОФ, 2 цепи (Л-116, Л-117).

Сооружения и оборудование Нерюнгринской ГРЭС
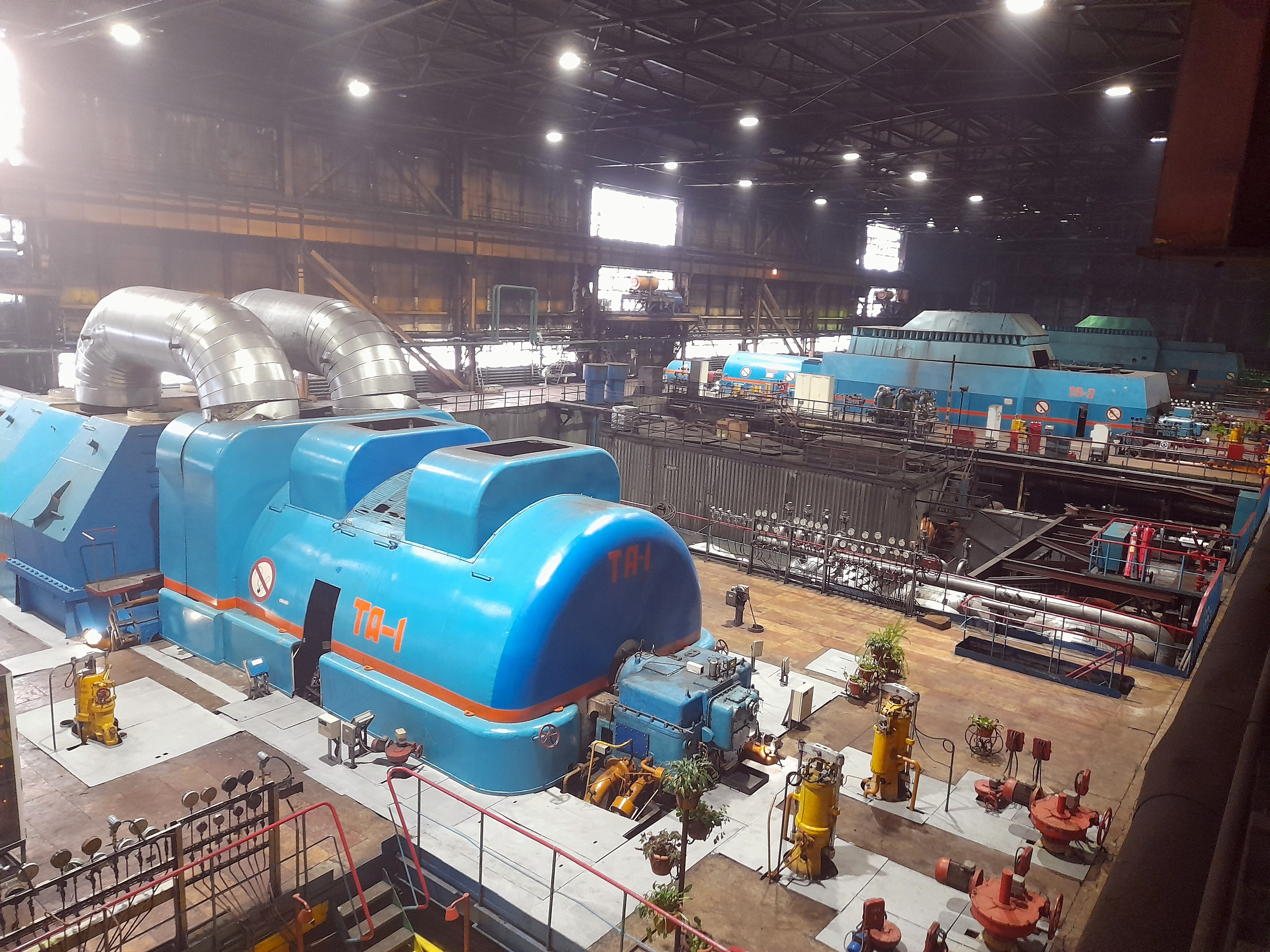
Турбинный зал
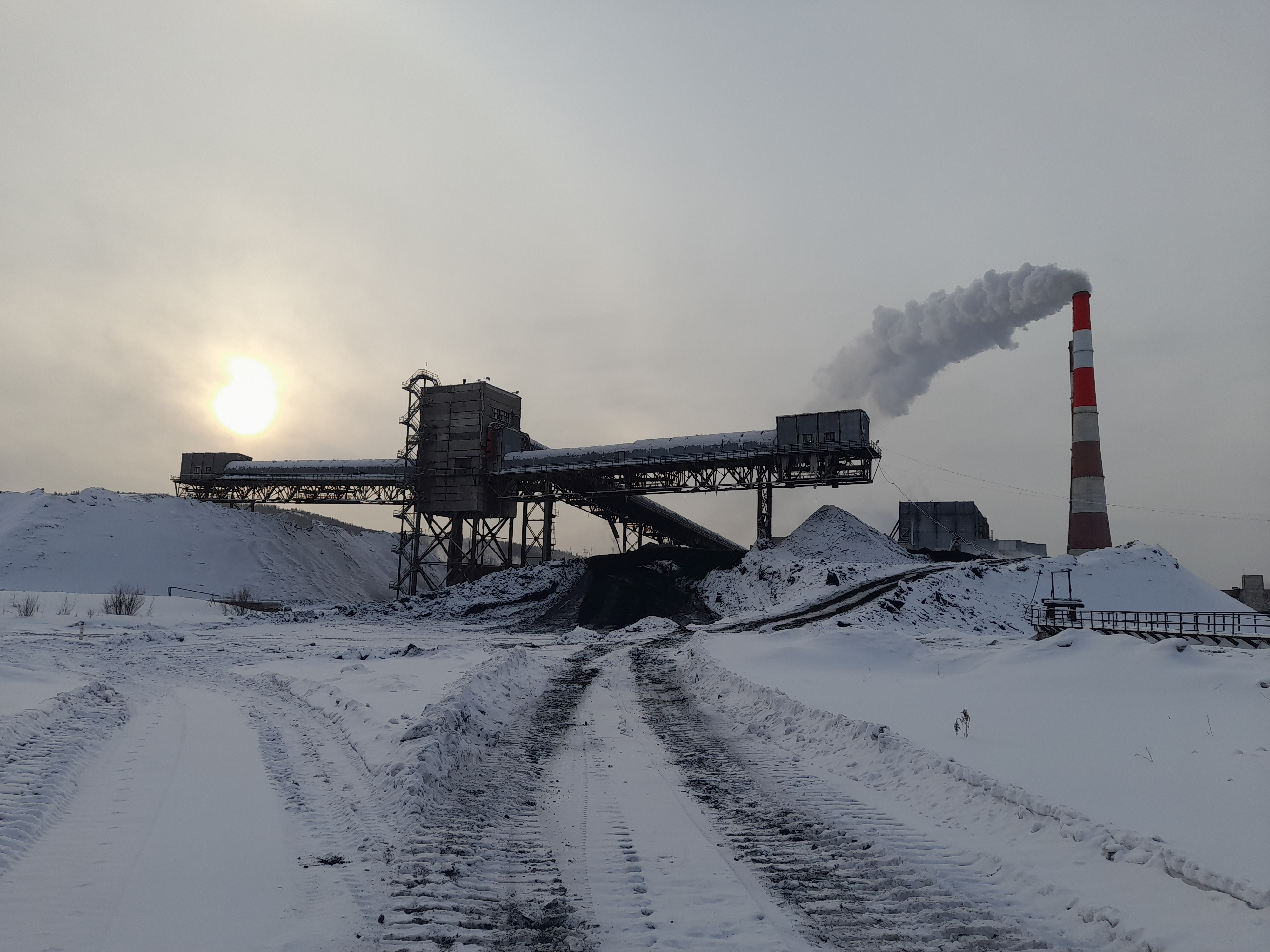
Топливоподача
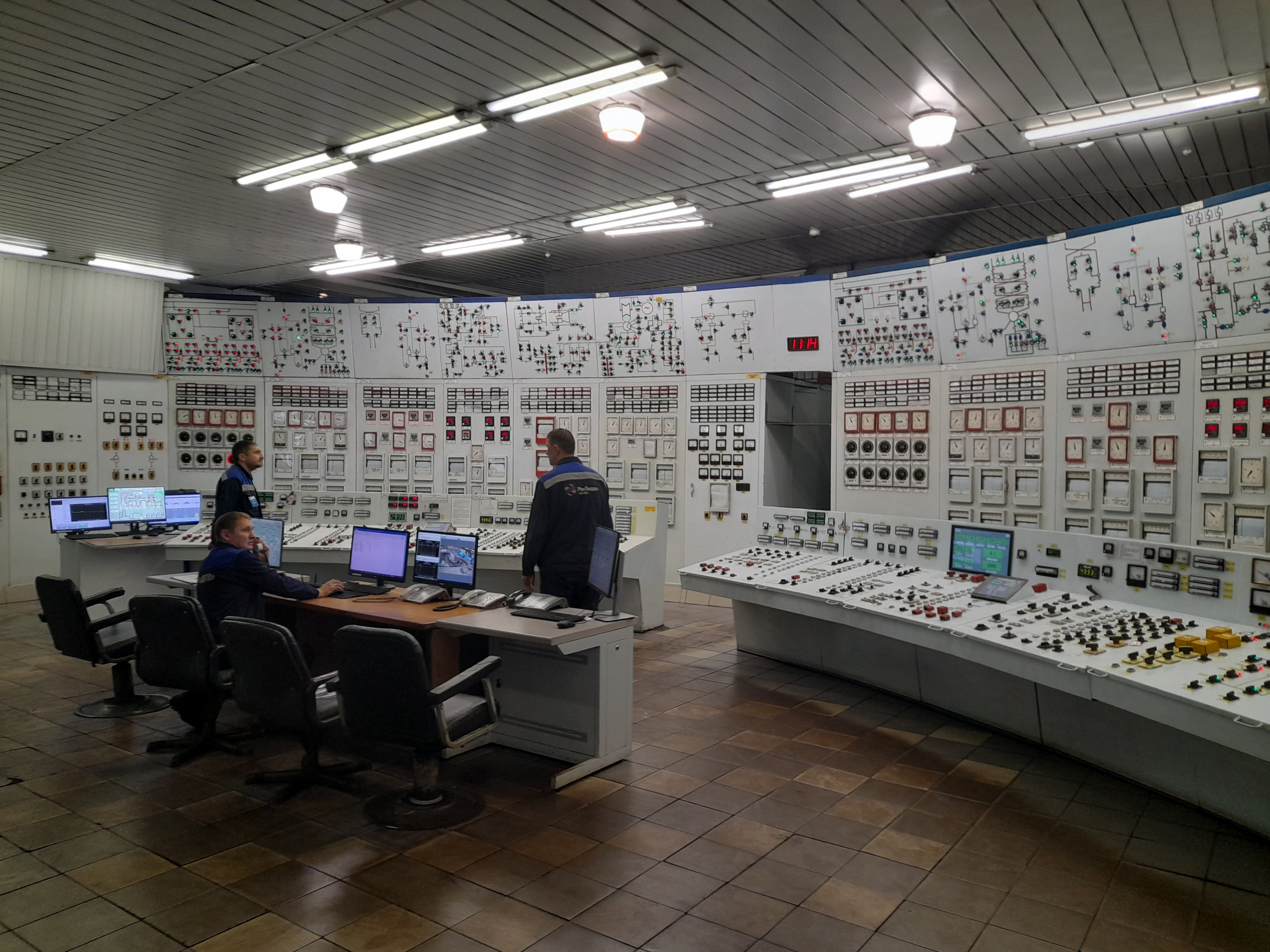
Блочный щит управления
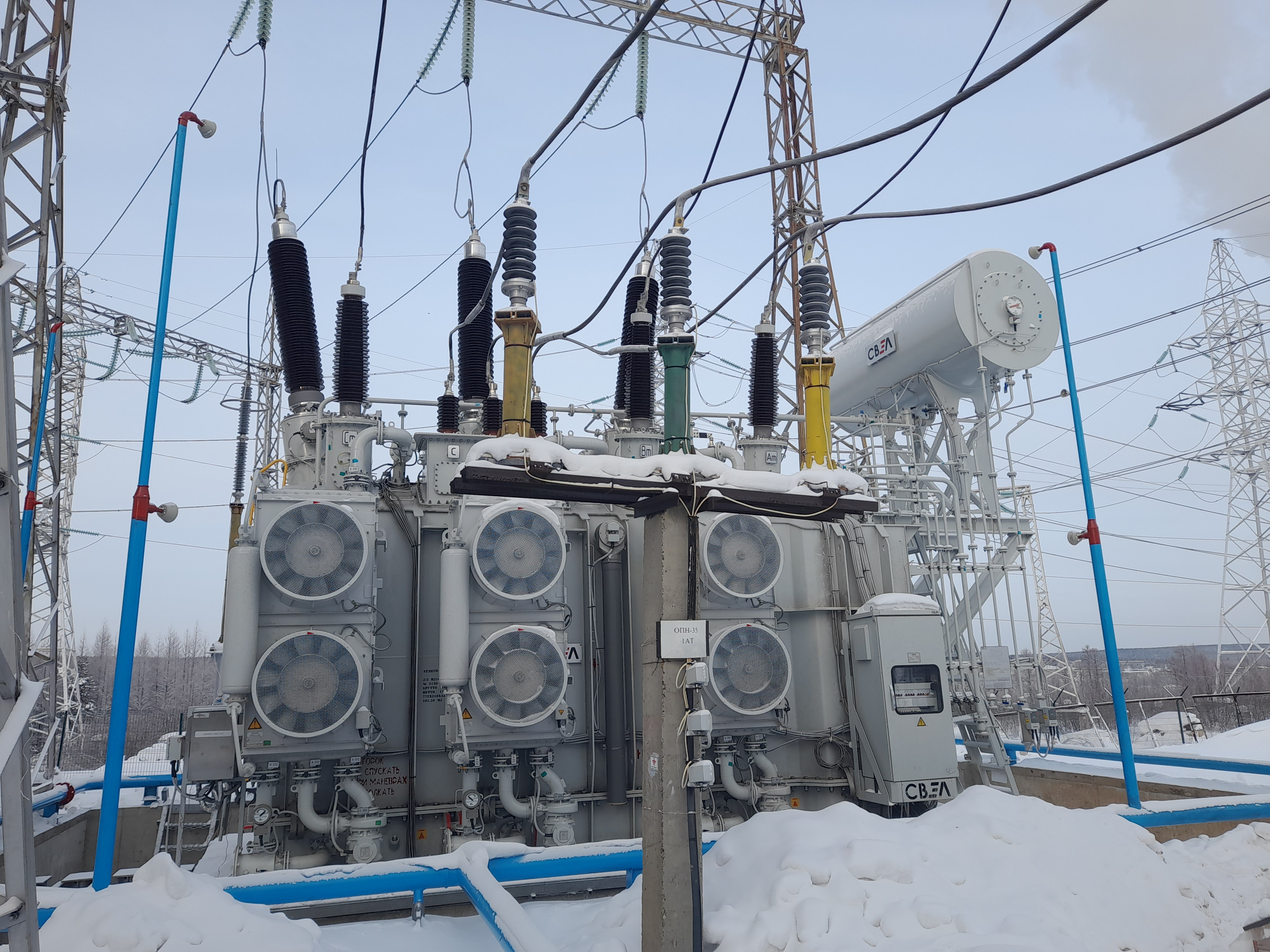
Автотрансформатор
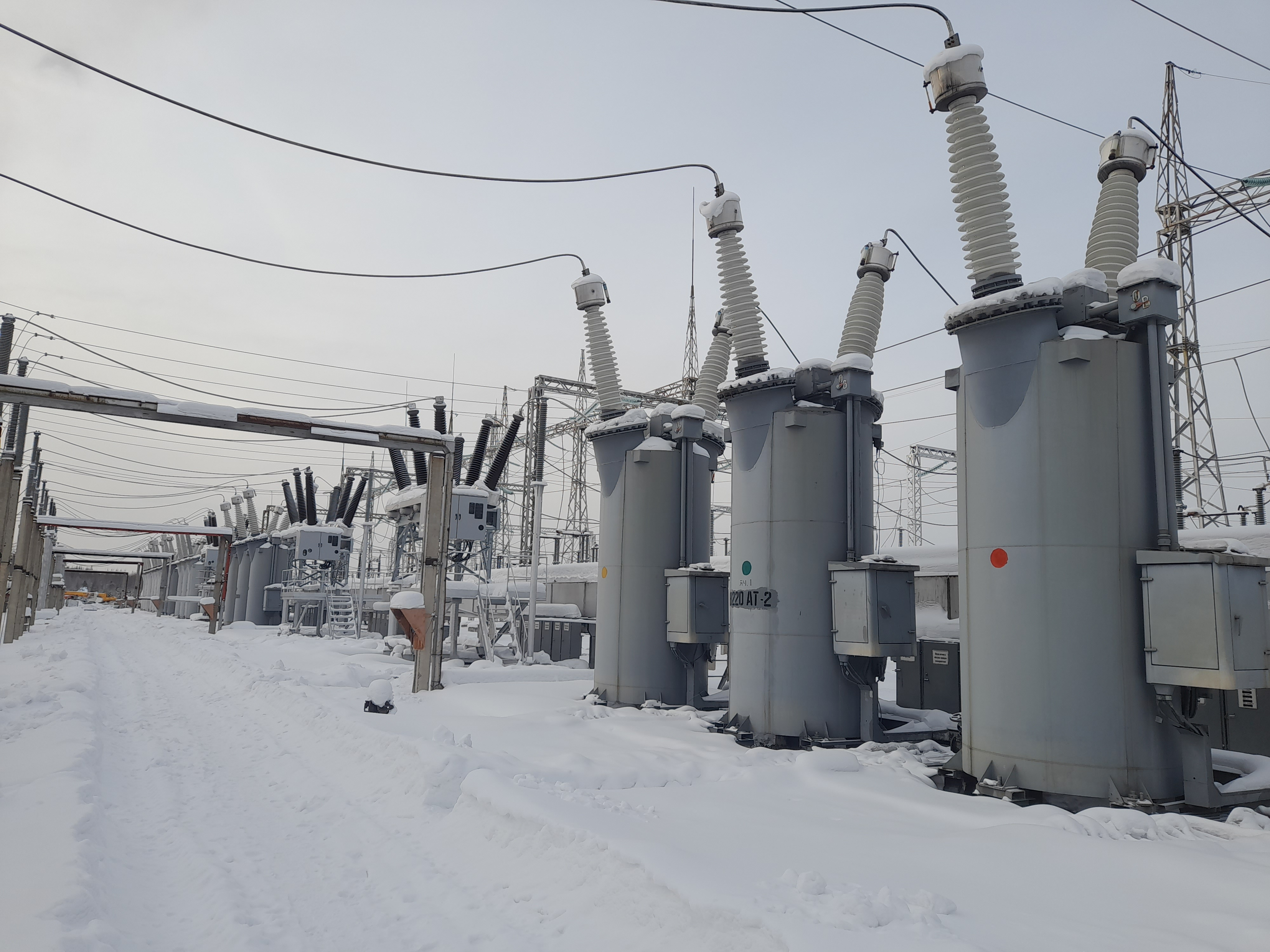
Распределительное устройство

## История строительства и эксплуатации
С 1962 года энергоснабжение района Нерюнгри осуществляла относительно маломощная Чульманская ТЭЦ. В июле 1974 года было заключено соглашение между СССР и Японией о поставках из СССР в Японию южно-якутских углей и о поставках из Японии в СССР оборудования, машин, материалов и других товаров для разработки Южно-Якутского угольного бассейна. Одновременно было принято решение о создании Южно-Якутского территориально-производственного комплекса, основой которого должны были стать предприятия по добыче и обогащению угля. В качестве энергетической базы комплекса в 1975 году было решено построить Нерюнгринскую ГРЭС. Проект Нерюнгринской ГРЭС был разработан Новосибирским отделением института «Теплоэнергопроект», станцию возводило управление строительства Нерюнгринской ГРЭС треста «Братскгэсэнергострой» Министерства энергетики и электрификации СССР. Строительство станции было начато в 1980 году, и велось быстрыми темпами, несмотря на сложные условия — суровый резко континентальный климат, слой вечной мерзлоты в районе площадки станции мощностью до 30 м, сейсмичностью в 9-10 баллов. Первый турбоагрегат был пущен в декабре 1983 года, второй — в 1984 году и третий — в 1985 году. С начала эксплуатации станция входила в состав РЭУ «Якутскэнерго», в дальнейшем преобразованного в АК «Якутскэнерго». С 2007 года Нерюнгринская ГРЭС является структурным подразделением филиала «Нерюнгринская ГРЭС» АО «Дальневосточная генерирующая компания»; помимо собственно станции, в состав филиала организационно входят Чульманская ТЭЦ, Нерюнгринская водогрейная котельная и тепловые сети протяженностью 293 км.
В 2021 году начата модернизация станции, стоимость которой оценивается в 5 млрд рублей. Планируется замена двух автотрансформаторов, двух блочных трансформаторов и трансформатора собственных нужд, генератора энергоблока № 2, генераторных выключателей и выключателей распределительного устройства, поверхностей нагрева котлоагрегатов всех трех энергоблоков, значительного объема вспомогательного оборудования (электродвигателей, насосов, воздуховодов, электрофильтров и т. п.), а также реконструкция турбин энергоблоков № 1 и № 2 с заменой изношенных элементов. Работы планируется завершить в 2025 году.

### Проект расширения станции
Запланировано расширение станции путём строительства двух энергоблоков общей мощностью 450 МВт (2×225 МВт). В качестве топлива будет использоваться уголь. Ввод в эксплуатацию новых энергоблоков запланирован на 2025 год. Целью проекта является обеспечение энергоснабжения Восточного полигона РЖД (проект по увеличению пропускной способности БАМа и Транссиба).
В сентябре 2023 года было принято решение перевести до 2028 года энергоблоки Нерюнгринской ГРЭС на природный газ. Газ планируется поставлять по ответвлению трубопровода «Сила Сибири».